# George London (paesaggista)
George London (1640 circa – 1714) è stato un botanico e architetto del paesaggio inglese.
S'ispirò allo stile barocco. Lavorò alla realizzazione e cura dei giardini dell'Hampton Court, della Melbourne Hall e della Wimpole Hall. Fu cofondatore del celebre Brompton Park Nursery nel 1681. Ebbe come allievo Henry Wise (1653-1738), che divenne in seguito socio negli affari del Brompton Park.
La sua esatta data di nascita non è certa, ma si può affermare probabilmente intorno al 1640.